# 第2航空群
第2航空群（だいにこうくうぐん、英称：Fleet Air Wing 2）とは、海上自衛隊の航空集団隷下の航空部隊（航空群）の一つであり、八戸航空基地（青森県八戸市）に配備されている。群司令は海将補（二）をもって充てられている。気象庁への省庁間協力の一環として、P-3C哨戒機を用いたオホーツク海での「海氷観測」を行っていることでも知られる。

## 沿革
- 1957年（昭和32年）

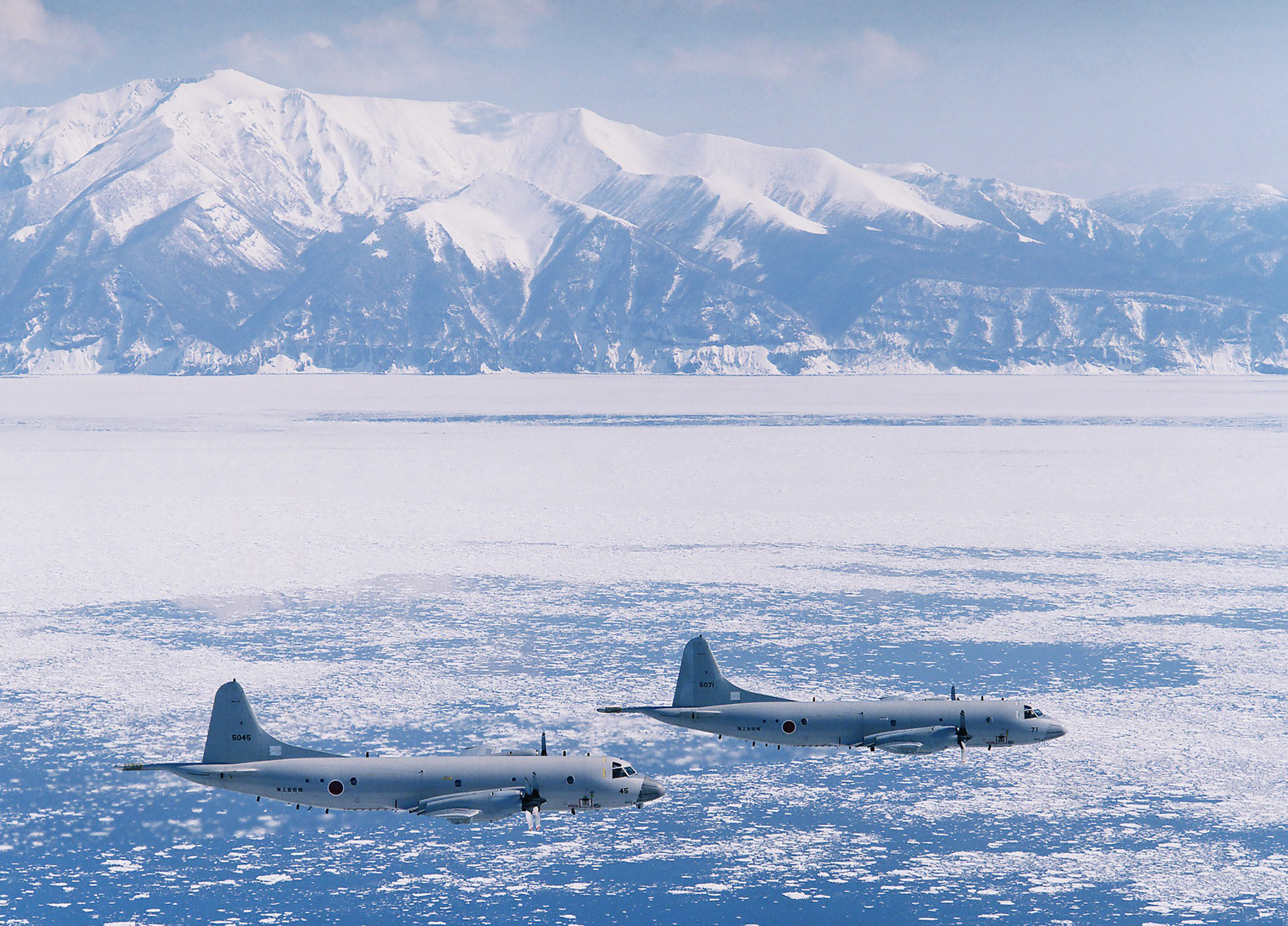
オホーツク海を飛行する第2航空群のP-3C

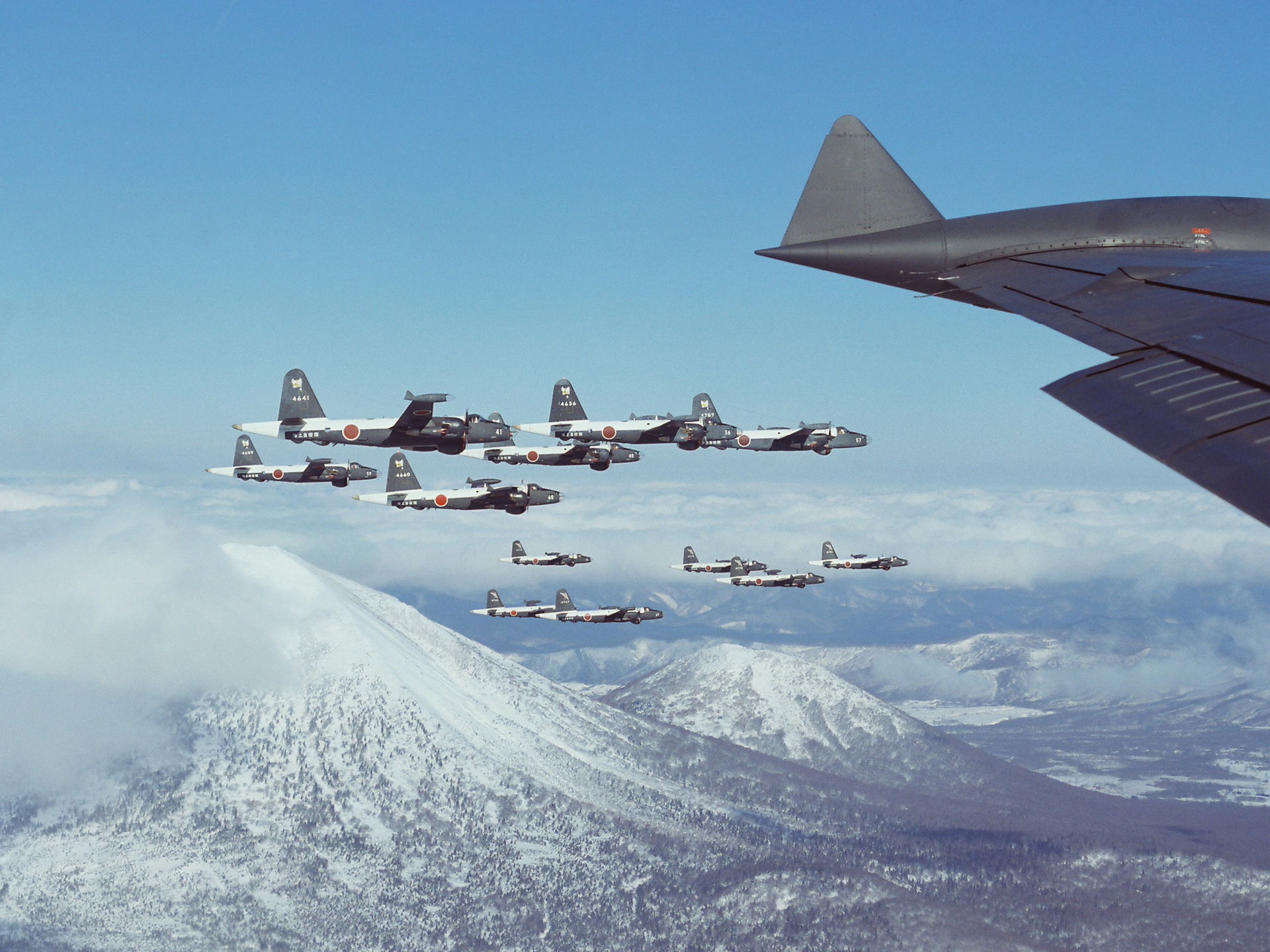
第2航空群のP2V-7及びP-2J(1970年代)

  - 3月16日：八戸航空基地に「八戸航空隊」が新編。大湊地方隊隷下に編入。
  - 7月16日：鹿屋航空隊第3飛行隊（TBM×19機）を編入、第11飛行隊に改称。
- 1958年（昭和33年）
  - 8月5日：「第2飛行隊」（P2V-7×8機）が鹿屋航空基地から移駐。
  - 9月16日：第11飛行隊が廃止。
  - 12月16日：「八戸航空基地隊」を新編。
- 1959年（昭和34年）5月16日：「第13飛行隊」（S2F-1×20機）が徳島航空基地にて新編。5月26日八戸に移動。
- 1960年（昭和35年）12月1日：「八戸救難飛行隊」を新編。
- 1961年（昭和36年）9月1日：航空集団の新編により、八戸航空隊が「第2航空群」に改編され、航空集団隷下に編入。
  - 第2飛行隊は「第2航空隊」に、第13飛行隊は「第13航空隊」に改編、「第51航空隊」を新編。

※ 改編時の編成（司令部・第2航空隊（P2V-7×8機）・第13航空隊（S2F-1×14機）・第51航空隊（P2V-7×6機、S2F-1×6機）・第2支援整備隊・八戸航空基地隊）
- 1963年（昭和38年）
  - 3月15日：第51航空隊が第4航空群隷下に編成替え。
  - 3月31日：「第4航空隊」（P2V-7×9機）を新編。
- 1971年（昭和46年）
  - 4月28日：第2航空隊にP-2J哨戒機が配備開始。
  - 7月1日：第13航空隊が廃止。
- 1980年（昭和55年）2月1日：第4航空隊所属のP2V-7が退役し、P2V-7が全機除籍。
- 1985年（昭和60年）7月20日：第2航空隊にP-3C哨戒機が配備開始。
- 1986年（昭和61年）8月15日：第4航空隊にP-3Cが配備開始。
- 1987年（昭和62年）8月13日：第2航空群でのP-2Jの運用が終了。
- 1992年（平成04年）3月31日：八戸航空基地隊隷下の八戸警衛隊を廃止し「八戸防空警衛隊」を新編。
- 1998年（平成10年）12月8日：補給整備部門の組織改編により第2支援整備隊を「第2整備補給隊」に改編。
- 2006年（平成18年）4月3日：八戸防空警衛隊を廃止し八戸警衛隊を再編。
- 2008年（平成20年）3月26日：体制移行による部隊改編。

1. 第2航空隊、第4航空隊を廃止、統合し「第2航空隊」を新編。八戸救難飛行隊が廃止。
2. 八戸救難飛行隊所属機は大湊航空基地に移転し第21航空群「第73航空隊大湊航空分遣隊」を新編。

- 2010年（平成22年）2月3日：P-3C哨戒機2機が第3次派遣海賊対処航空部隊としてジブチ国際空港へ派遣。
- 2018年（平成30年）3月23日：航空部隊の改編。

1. 第2航空隊の第2列線整備隊と第2整備補給隊の第2検査隊を廃止、統合し第2整備補給隊に「第2機側整備隊」が新編[9]。
2. 八戸航空基地隊の警衛隊、運航隊地上救難班、管理隊車両班が統合され「八戸航空警備隊」に改編[9]。

- 2023年（令和5年）5月9日：試験的に導入したMQ-9B シーガーディアン無人機の実運用テストを開始[10]。

## 司令部編成
司令部は、八戸航空基地に設置されている。
- 群司令
  - 首席幕僚
  - 幕僚
  - 先任伍長

また、自衛艦隊#司令部の編成を参照。

## 部隊編成
- 第2航空隊（八戸航空基地）
  - 隊本部
  - 第21飛行隊・第22飛行隊：P-3C（コールサイン "ODIN"）

- 第2整備補給隊（八戸航空基地）
  - 隊本部
  - 第2航空機整備隊
  - 第2電子整備隊
  - 第2武器整備隊
  - 第2機側整備隊
  - 第2補給隊

- 八戸航空基地隊（八戸航空基地）
  - 隊本部
  - 八戸管理隊
  - 八戸航空警備隊
  - 八戸運航隊
  - 八戸経理隊
  - 八戸厚生隊
  - 八戸航空衛生隊

## 主要幹部
| 官職名             | 階級    | 氏名     | 補職発令日     | 前職                                   |
| ------------------ | ------- | -------- | -------------- | -------------------------------------- |
| 第2航空群司令      | 海将補  | 赤岩英明 | 2022年08月02日 | 海上幕僚監部人事教育部教育課長         |
| 首席幕僚           | 1等海佐 | 竹本勝昭 | 2023年08月01日 | 自衛艦隊司令部陸上総隊司令部海上連絡官 |
| 第2航空隊司令      | 1等海佐 | 山下貴大 | 2024年07月26日 | 第2航空隊副長                          |
| 第2整備補給隊司令  | 1等海佐 | 五十嵐裕 | 2023年03月01日 | 海上自衛隊第3術科学校教育第2部長       |
| 八戸航空基地隊司令 | 1等海佐 | 今西英二 | 2023年12月01日 | 小月教育航空群司令部首席幕僚           |

| 代                               | 氏名                             | 在任期間                         | 出身校・期                       | 前職                                                    | 後職                                             | 備考                                    |
| 八戸航空隊司令（大湊地方隊隷下） | 八戸航空隊司令（大湊地方隊隷下） | 八戸航空隊司令（大湊地方隊隷下） | 八戸航空隊司令（大湊地方隊隷下） | 八戸航空隊司令（大湊地方隊隷下）                        | 八戸航空隊司令（大湊地方隊隷下）                 | 八戸航空隊司令（大湊地方隊隷下）        |
| -------------------------------- | -------------------------------- | -------------------------------- | -------------------------------- | ------------------------------------------------------- | ------------------------------------------------ | --------------------------------------- |
| 01                               | 武田新太郎                       | 1957年3月16日 1957年12月15日     | 神高船（航） 昭和8年卒           | 大湊地方総監部付                                        | 呉補充部付 →1958年3月16日 徳島航空隊司令         | 1等海佐                                 |
| 02                               | 岡本晴年                         | 1957年12月16日 1959年10月31日    | 海兵60期                         | 海上幕僚監部防衛部付                                    | 大湊地方総監部総務部長 兼 防衛部長               | 1等海佐                                 |
| 03                               | 永井 昇                          | 1959年11月1日 1961年8月31日      | 海兵59期                         | 海上幕僚監部総務部付                                    | 練習艦隊司令官                                   |                                         |
| 第2航空群司令（航空集団隷下）    |                                  |                                  |                                  |                                                         |                                                  |                                         |
| 01                               | 相生高秀                         | 1961年9月1日 1962年6月30日       | 海兵59期                         | 徳島航空隊司令                                          | 自衛艦隊幕僚長                                   |                                         |
| 02                               | 武田春雄                         | 1962年7月1日 1964年12月15日      | 海兵60期                         | 第3航空群司令                                           | 教育航空集団司令                                 |                                         |
| 03                               | 内田 泰                          | 1964年12月16日 1965年12月15日    | 海兵64期                         | 第4航空群司令                                           | 海上幕僚監部防衛部副部長                         | 就任時1等海佐 1965年7月1日 海将補昇任   |
| 04                               | 伊吹正一                         | 1965年12月16日 1967年1月15日     | 海兵62期                         | 海上幕僚監部防衛部副部長                                | 教育航空集団司令                                 | 1967年1月1日 海将昇任                   |
| 05                               | 峰松秀男                         | 1967年1月16日 1969年4月15日      | 海兵64期                         | 第3航空群司令                                           | 海上幕僚監部付 →1969年7月1日 退職                |                                         |
| 06                               | 宮武 豊                          | 1969年4月16日 1970年6月30日      | 海兵65期                         | 第4航空群司令                                           | 第3航空群司令                                    | 就任時1等海佐 1969年7月1日 海将補昇任   |
| 07                               | 宮嶋尚義                         | 1970年7月1日 1971年12月15日      | 海兵66期                         | 第4航空群司令                                           | 海上幕僚監部付 →1972年1月1日 退職                |                                         |
| 08                               | 市川妙水                         | 1971年12月16日 1973年12月15日    | 海兵66期                         | 海上幕僚監部防衛部 教育第2課長                          | 第21航空群司令                                   | 就任時1等海佐 1972年7月1日 海将補昇任   |
| 09                               | 江上純一                         | 1973年12月16日 1975年6月30日     | 海兵71期                         | 沖縄航空隊司令                                          | 自衛艦隊司令部幕僚長                             |                                         |
| 10                               | 宮澤正介                         | 1975年7月1日 1976年6月30日       | 海兵71期                         | 第31航空群司令                                          | 教育航空集団司令官                               |                                         |
| 11                               | 伊藤康夫                         | 1976年7月1日 1977年6月30日       | 海兵71期                         | 海上幕僚監部防衛部副部長 →1975年10月16日 海上幕僚監部付 | 退職                                             |                                         |
| 12                               | 田ケ原俊彦                       | 1977年7月1日 1979年6月30日       | 海兵73期                         | 小月教育航空群司令                                      | 海上幕僚監部付 →1979年9月1日 退職                | 就任時1等海佐 1977年10月1日 海将補昇任  |
| 13                               | 江島安正                         | 1979年7月1日 1980年6月30日       | 海兵75期                         | 海上幕僚監部防衛部副部長                                | 海上幕僚監部付 →1981年3月16日 防衛研修所教育部長 |                                         |
| 14                               | 坂入和郎                         | 1980年7月1日 1981年6月30日       | 青山学院大・ 3期幹候             | 海上幕僚監部調査部 調査第2課長                          | 自衛艦隊司令部幕僚長                             |                                         |
| 15                               | 小川英夫                         | 1981年7月1日 1982年8月31日       | 九州大・ 4期幹候                 | 小月教育航空群司令                                      | 佐世保地方総監部幕僚長                           | 就任時1等海佐 1981年10月1日 海将補昇任  |
| 16                               | 寺井愛宕                         | 1982年9月1日 1984年1月16日       | 海保大2期・ 6期幹候              | 小月教育航空群司令                                      | 第4航空群司令                                    |                                         |
| 17                               | 田中 稔                          | 1984年1月17日 1984年12月2日      | 東京理大・ 6期幹候               | 航空集団司令部幕僚長 →1983年12月20日 航空集団司令部付   | 第31航空群司令                                   |                                         |
| 18                               | 名倉忠昭                         | 1984年12月3日 1986年3月16日      | 防大2期                          | 第51航空隊司令                                          | 航空集団司令部幕僚長                             |                                         |
| 19                               | 武村正一                         | 1986年3月17日 1987年7月6日       | 防大3期                          | 航空集団司令部作戦幕僚                                  | 海上幕僚監部監察官                               |                                         |
| 20                               | 内田 徹                          | 1987年7月7日 1988年12月14日      | 防大4期                          | 航空集団司令部作戦幕僚                                  | 海上幕僚監部監理部副部長                         |                                         |
| 21                               | 岡田 孝                          | 1988年12月15日 1990年7月8日      | 防大5期                          | 航空集団司令部幕僚長                                    | 海上幕僚監部監察官                               |                                         |
| 22                               | 松村清人                         | 1990年7月9日 1992年3月15日       | 防大6期                          | 統合幕僚会議事務局第1幕僚室 総務運営調整官 兼 総務班長  | 第1航空群司令                                    |                                         |
| 23                               | 井手俊夫                         | 1992年3月16日 1994年3月31日      | 防大4期                          | 舞鶴教育隊司令                                          | 退職                                             |                                         |
| 24                               | 江本 泉                          | 1994年4月1日 1996年6月30日       | 防大9期                          | 航空集団司令部幕僚長                                    | 第31航空群司令                                   |                                         |
| 25                               | 角田陽三                         | 1996年7月1日 1998年6月30日       | 防大11期                         | 第5航空群司令                                           | 自衛艦隊司令部幕僚長                             |                                         |
| 26                               | 中島榮一                         | 1998年7月1日 1999年7月8日        | 防大15期                         | 第5航空群司令                                           | 自衛艦隊司令部幕僚長                             |                                         |
| 27                               | 宮本治幸                         | 1999年7月9日 2001年6月28日       | 防大16期                         | 海上幕僚監部防衛部運用課長                              | 第31航空群司令                                   | 就任時1等海佐 1999年12月10日 海将補昇任 |
| 28                               | 倉本憲一                         | 2001年6月29日 2003年1月27日      | 防大19期                         | 大湊地方総監部幕僚長                                    | 海上幕僚監部防衛部長                             |                                         |
| 29                               | 岩田耕道                         | 2003年1月28日 2004年8月29日      | 防大17期                         | 教育航空集団司令部幕僚長                                | 第31航空群司令                                   |                                         |
| 30                               | 畑中裕生                         | 2004年8月30日 2006年8月3日       | 防大22期                         | 大湊地方総監部幕僚長                                    | 海上幕僚監部指揮通信情報部長                     |                                         |
| 31                               | 重岡康弘                         | 2006年8月4日 2008年7月31日       | 防大25期                         | 海上幕僚監部人事教育部 人事計画課長                     | 海上幕僚監部総務部長                             |                                         |
| 32                               | 山本高英                         | 2008年8月1日 2010年7月25日       | 防大21期                         | 航空集団司令部幕僚長                                    | 阪神基地隊司令                                   |                                         |
| 33                               | 眞木信政                         | 2010年7月26日 2012年7月25日      | 防大26期                         | 海上幕僚監部防衛部 運用支援課長                         | 第31航空群司令                                   |                                         |
| 34                               | 明石健次                         | 2012年7月26日 2014年8月4日       | 防大25期                         | 第51航空隊司令                                          | 統合幕僚学校副校長                               |                                         |
| 35                               | 真殿知彦                         | 2014年8月5日 2016年3月22日       | 防大33期                         | 海上幕僚監部防衛部防衛課長                              | 海上自衛隊幹部候補生学校長                       |                                         |
| 36                               | 小峯雅登                         | 2016年3月23日 2018年3月26日      | 宮崎大・ 40期幹候                | 第4航空群司令部首席幕僚                                 | 呉地方総監部幕僚長                               |                                         |
| 37                               | 瀨戸慶一                         | 2018年3月27日 2020年3月17日      | 東海大・ 39期幹候                | 呉地方総監部管理部長                                    | 退職                                             |                                         |
| 38                               | 降旗琢丸                         | 2020年3月18日 2022年3月29日      | 防大38期                         | 海上幕僚監部人事教育部教育課長                          | 第5航空群司令                                    |                                         |
| 39                               | 髙田哲哉                         | 2022年3月30日 2022年12月22日     | 生徒32期・ 45期幹候              | 航空集団司令部訓練主任幕僚                              | 第5航空群司令                                    |                                         |
| 40                               | 石川一郎                         | 2022年12月23日 2022年8月1日      | 防大32期                         | 第21航空群司令                                          | 第31航空群司令                                   |                                         |
| 41                               | 赤岩英明                         | 2022年8月2日                     | 防大40期                         | 海上幕僚監部人事教育部教育課長                          |                                                  |                                         |

## ギャラリー

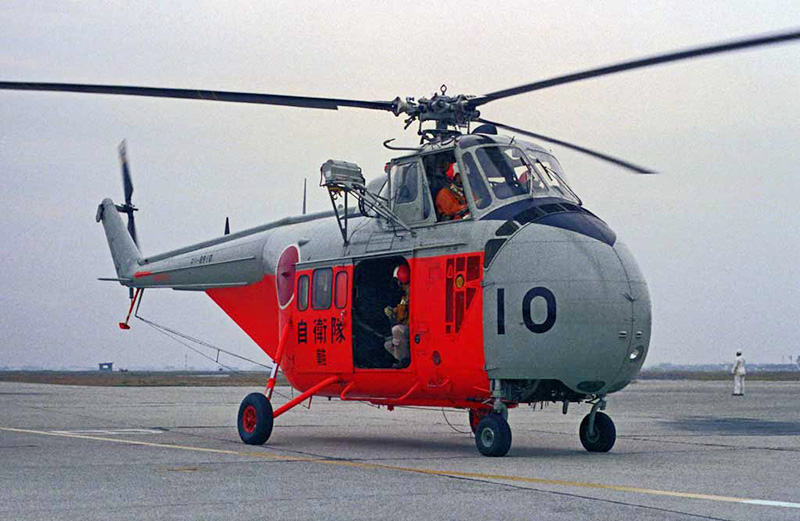
八戸救難飛行隊のS-55A（1960年）
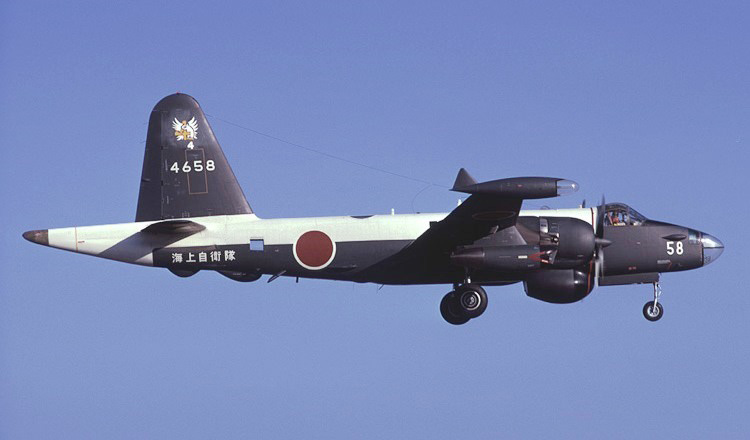
第4航空隊のP-2V （1963年）
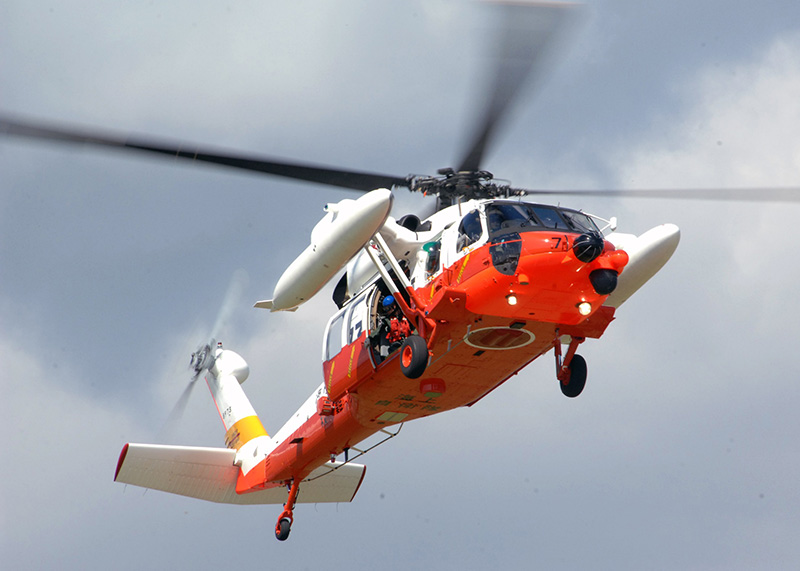
八戸救難飛行隊のUH-60J （1994年）
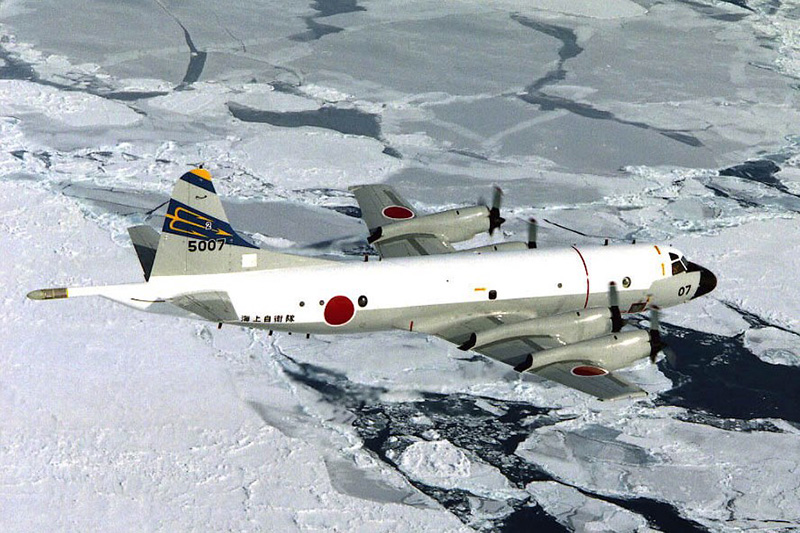
第2航空隊のP-3C（ハイビジ塗装）
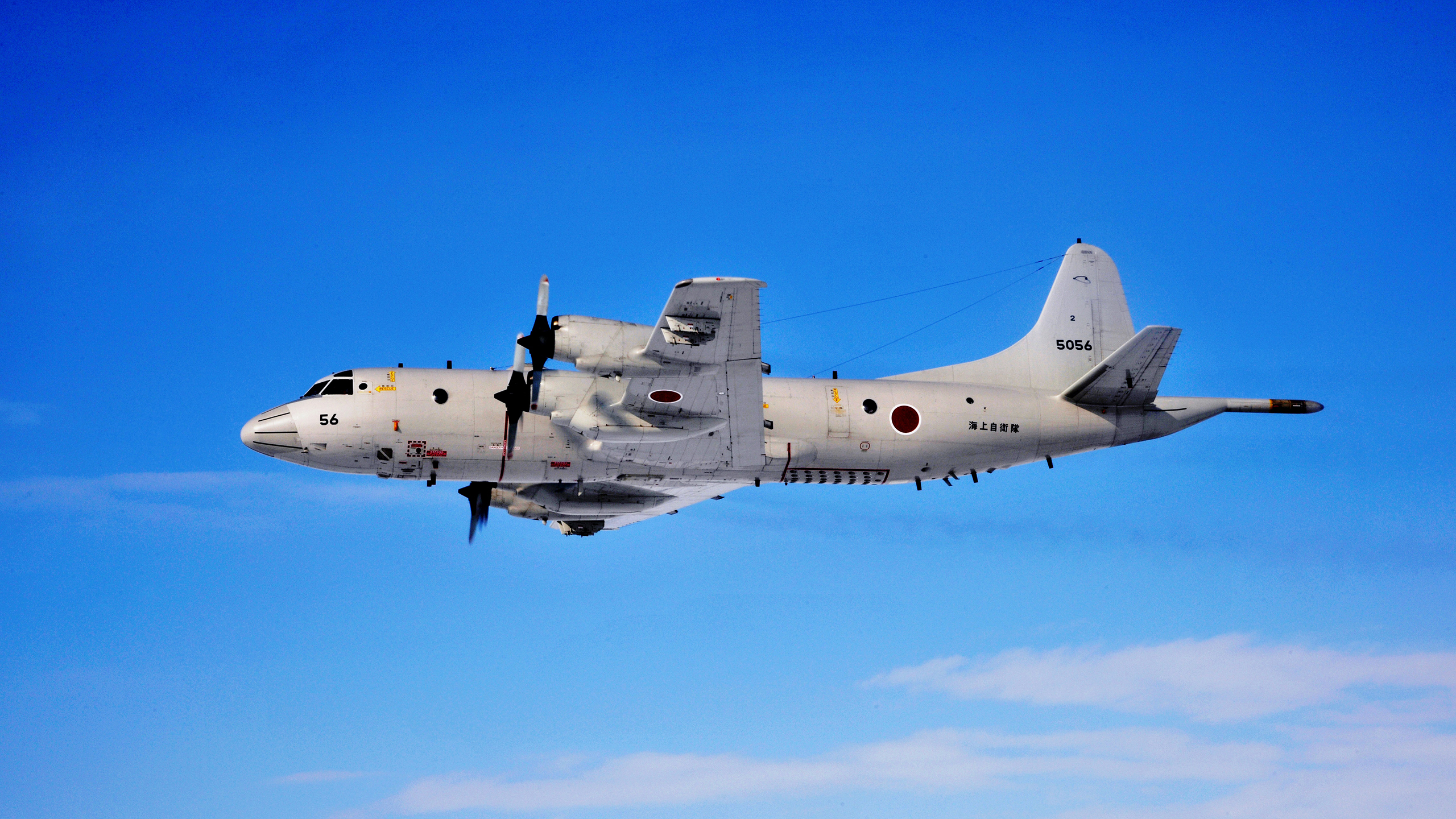
第2航空隊のP-3C（ロービジ塗装）